# ARM Zapoteco (AMP-02)
El Buque Auxiliar ARM Zapoteco (AMP-02) es un barco de la Armada de México construido por la misma Armada en los años ochenta y su incorporación a la Armada data del 1 de junio de 1986.

## Armada de México
El ARM Zapoteco zarpó de Manzanillo, Colima, junto con el ARM Usumacinta (A-412) el 14 de enero de 2005 con rumbo al puerto de Belawan, en la Isla de Sumatra, en Indonesia, como parte de la llamada Operación "Fraternidad Internacional" por parte del gobierno de México para con los afectados del Terremoto del Océano Índico de 2004. Los buques llevaban entre otras cosas 487 elementos entre almirantes, capitanes, oficiales, clases y marinería, así como dos helicópteros MI-17 y 1 Bolkow Super Five; además de tres vehículos tipo “Ural” todo terreno, y otros tres del tipo anfibio Gamma Goat y 10 de otro tipo. Como parte de la falta de agua potable en la zona de desastre el Zapoteco transportó parte de las 50 plantas potabilizadoras y más de 400 toneladas de víveres, instrumentos médicos y médicos navales. El ARM Zapoteco ha sido dos veces condecorado con la Mención Honorífica que otorga la Armada de México a las personas o unidades que realicen un acto que constituya un ejemplo digno de imitarse. Es también uno de los barcos que la Armada envió como apoyo durante el Terremoto del Perú de 2007.
- Datos: Q5653903